# Osívka kulatoplodá
Osívka kulatoplodá (Erophila spathulata) je nízká, časně z jara rozkvétající, efemérní, poměrně vzácná rostlina. Je to jeden ze dvou druhů rodu osívka, které se v České republice vyskytují. Osívka kulatoplodá je někdy považována za synonymum osívky jarní.

## Výskyt
Druh vyrůstá hlavně v jižní a východní Evropě, ve střední, západní a severní se vyskytuje jen řídce. Rozšířen je dále v jihozápadní a střední Asii. V Česku se řídce až vzácně vyskytuje jen ve středních Čechách a na jihu Moravy.
Je to velmi málo konkurenceschopný druh, a proto roste většinou na nezapojených a málo úrodných plochách, které bývají kamenité nebo písčité. Vyžaduje dostatek světla, tepla a suchá místa se zásaditou půdou.

## Popis
Jen 5 až 10 cm vysoká jednoletá nebo ozimá bylina s jednou až třemi přímými nebo vystoupavými lodyhami. Ty vyrůstají z úžlabí listové růžice rostoucí z tenkého, nedlouhého kořene. Bezlisté lodyhy jsou v horní části holé a ve spodní jsou hustě porostlé chlupy vidlicovitými, do kterých jsou vmíšené chlupy jednoduché nebo trojramenné. Hustě vidlicovitě chlupaté listy přízemní růžice jsou kopisťovité nebo kopinaté, na bázi zúžené do řapíku, na vrcholu mají tupou nebo ostrou špičku a jejich okraje jsou celistvé nebo ojediněle zubaté.
Na koncích lodyh vyrůstají stopkaté, oboupohlavné, asi 5 mm velké květy, které v počtu 3 až 8 vytvářejí květenství hrozen. Jejich čtyři vejčité kališní lístky 1 až 1,5 mm dlouhé jsou zelené a dokola blanitě olemované. Čtyři bílé, obvejčité, 1,5 až 2,5 mm dlouhé korunní lístky jsou dvoudílné, mají zářez odshora sahající do poloviny až dvou třetin délky lístku. Všech šest čtyřmocných tyčinek se žlutými prašníky je kratších než pestík se široce vejčitým semeníkem a 0,2 mm dlouhou čnělkou s plochou bliznou. Kvete od března do dubna.
Plody jsou široce eliptické až kulovité, 3 až 5 mm dlouhé šešulky vyrůstající na krátkých odstávajících stopkách. Obsahují větší počet okolo 0,4 mm velkých semen.

## Ohrožení
Pro svůj poměrně řídký výskyt a klesající početnost byla v "Červeném seznamu cévnatých rostlin České republiky: třetí vydání" zařazena mezi druhy téměř ohrožené (C4a), které nutno nadále sledovat a případně zamezit možnému zhoršení situace.